# Nysa (stacja kolejowa)
Nysa – pierwotnie sześcio, obecnie czterokierunkowa stacja węzłowa stacja kolejowa w Nysie. Przechodzi przez nią 5 linii kolejowych, w tym trzy z dopuszczonym ruchem pasażerskim. W jej pobliżu znajdują się między innymi nieużywane i popadające w ruinę lokomotywownie.
Stacja znajduje się przy ul. Racławickiej, sąsiaduje z dworcem PKS.

## Ruch pasażerski
W roku 2018 stacja obsługiwała 1000–1500 pasażerów na dobę. W roku 2022 dobowa wymiana pasażerska na stacji wynosiła 1200 pasażerów.

## Historia
Dwukondygnacyjny budynek dworca znajdujący się przy ul. Racławickiej, w pobliżu centrum miasta, został wybudowany w 1878 roku. Do 1945 roku stacja pełniła funkcję dworca głównego na Podsudeckiej Magistrali Kolejowej. Była to jedna z ważniejszych stacji tzw. Magistrali Podsudeckiej. Za czasów świetności stacja posiadała bardzo dobrze rozbudowaną infrastrukturę kolejową - w jej pobliżu znajdowały się m.in. lokomotywownie oraz wieża wodna, przejście podziemne pomiędzy peronami. W 1945 roku zbombardowany dach dworca spłonął, a cześć ścian zawaliła się. W 1957 roku na jego miejscu stanął nowy, stojący do dziś budynek.
Obok stacji głównej przed 1945 rokiem funkcjonowały w Nysie stacje kolejowe na trasach lokalnych do Kałkowa i Ścinawy Małej obsługiwane przez firmę Lenz & Co. Równolegle do obecnej stacji po drugiej stronie ulicy Racławickiej znajdowała się stacja Nysa Miasto, około 1 km dalej przy torach Podsudeckiej Magistrali Kolejowej znajdował się Nysa Dworzec Mały (Mała Nysa), następnie tory rozdzielały się. W kierunku Ścinawy przechodziły wiaduktem nad torami Magistrali Podsudeckiej, następną stacją na tej linii była  Nysa Nowy Świat. Tor w kierunku Kałkowa biegły dalej wzdłuż magistrali, następną stacją była Nysa Górna Wieś (Nysa przedmieście).

## Galeria

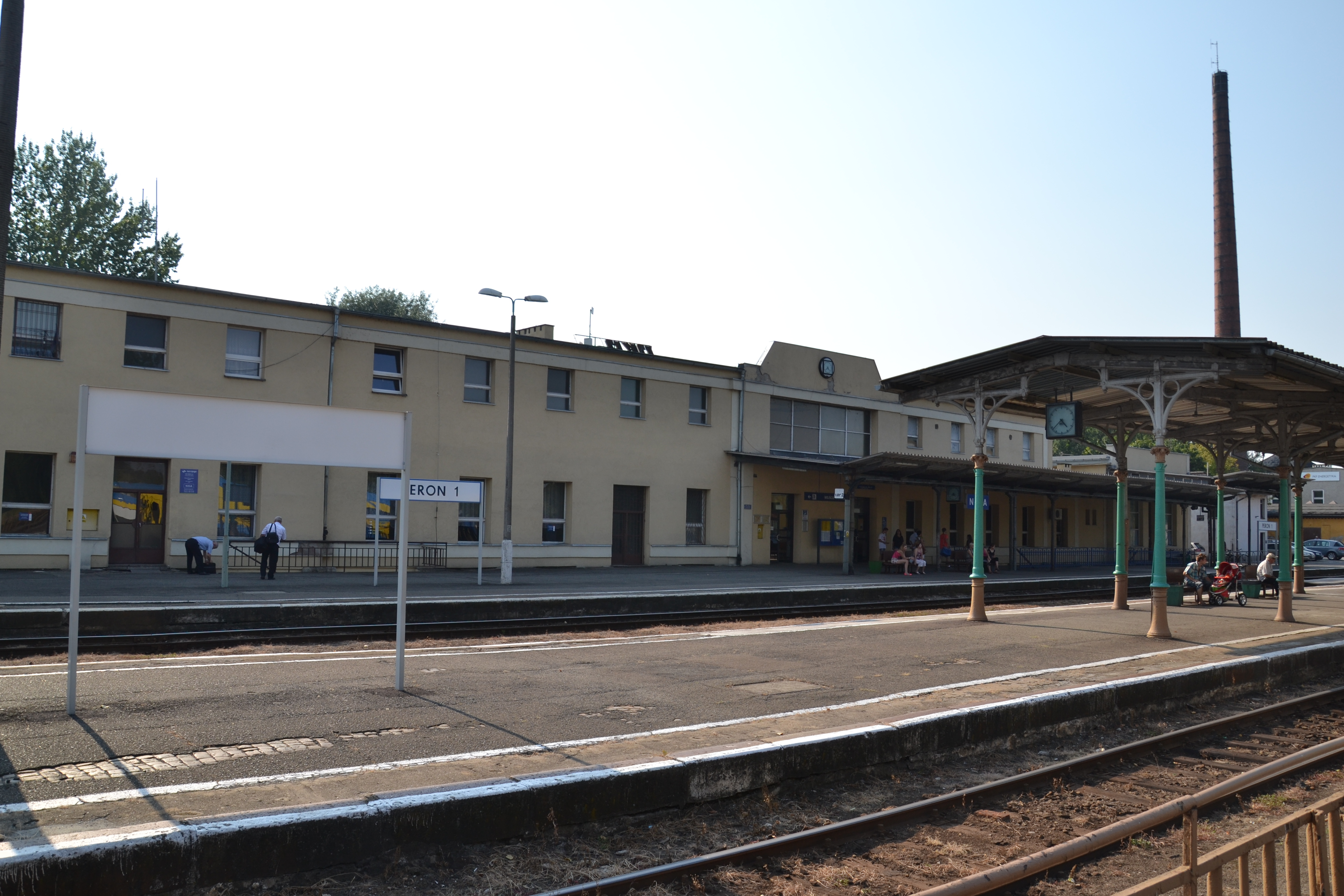
Od strony peronów
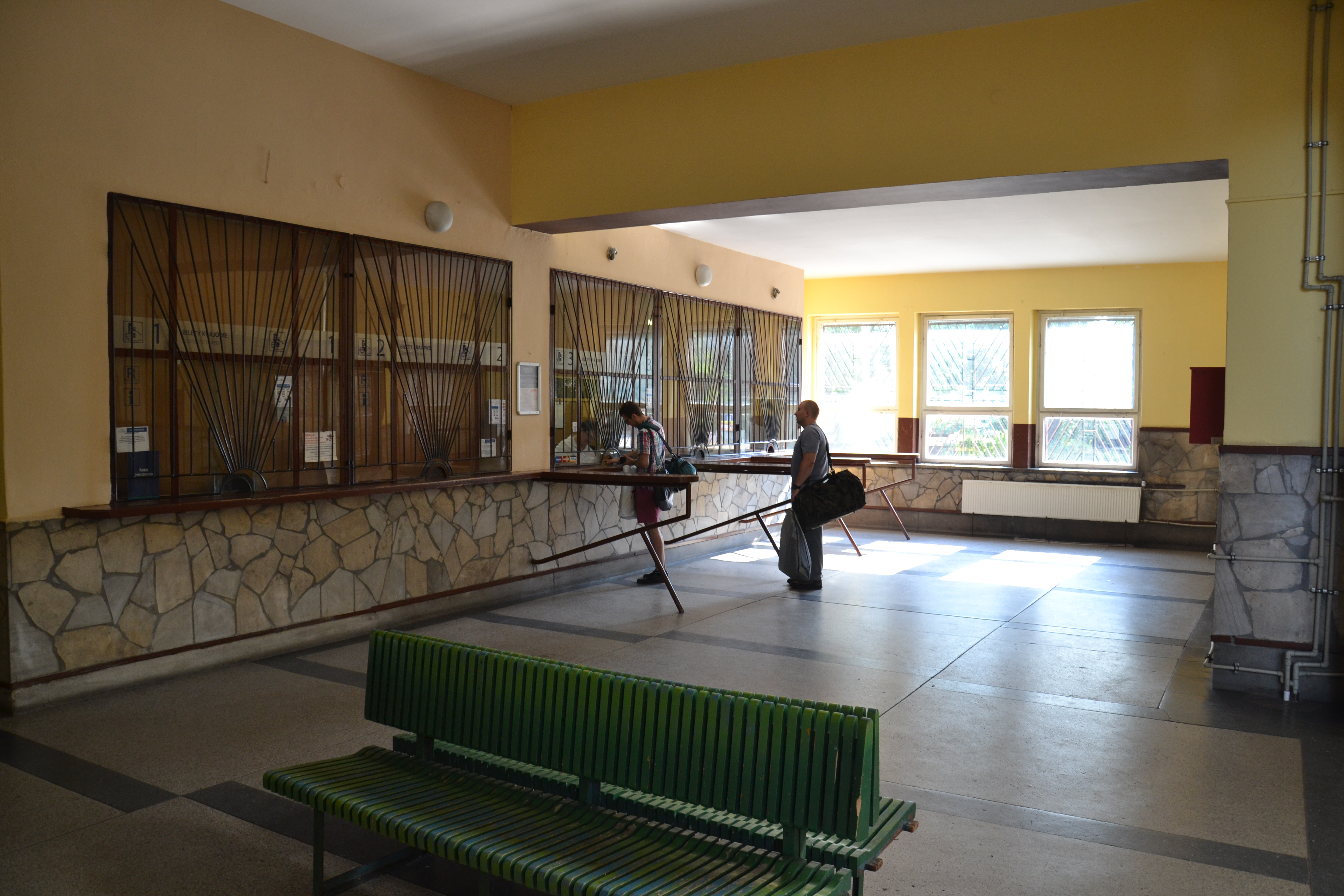
Kasy biletowe
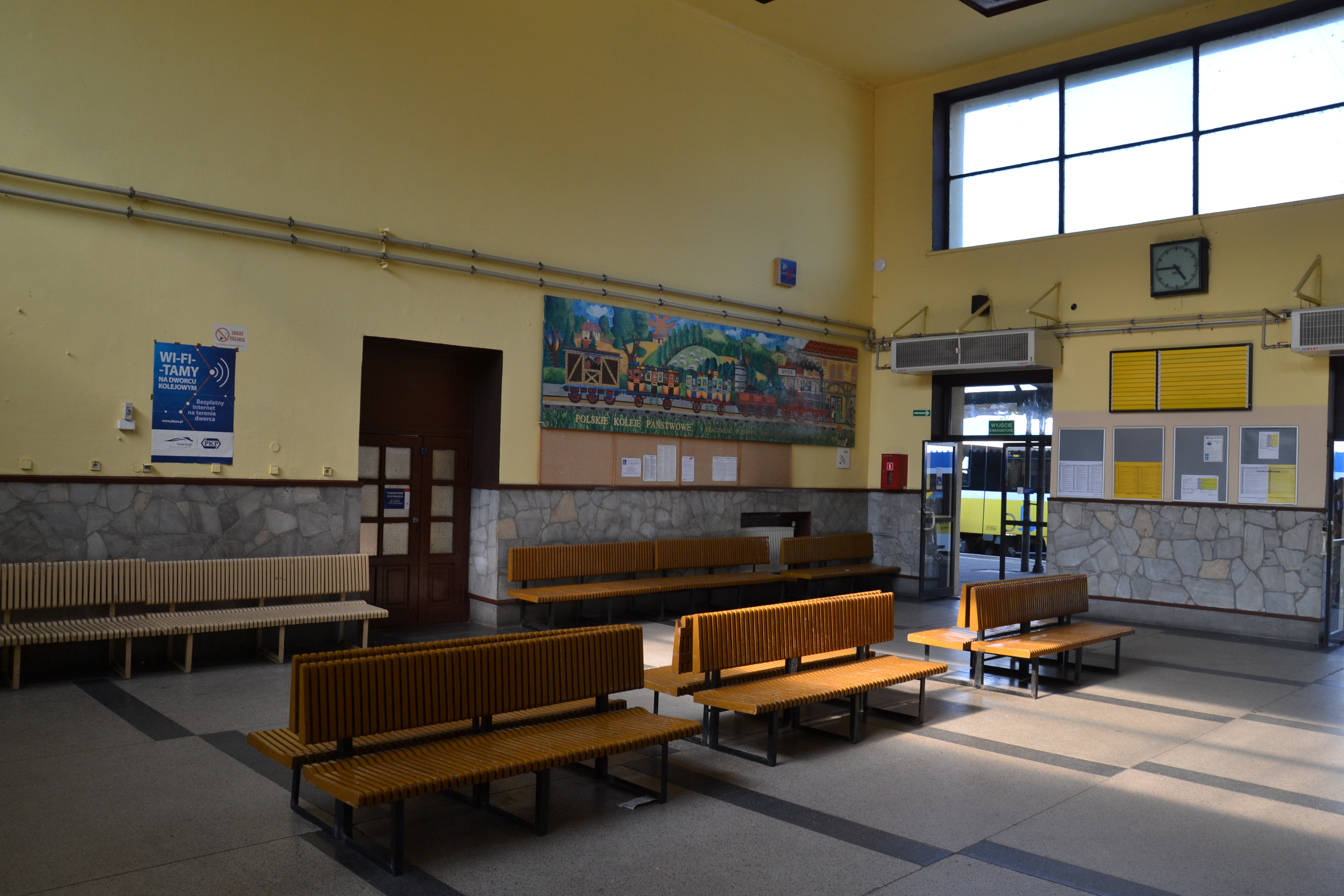
Poczekalnia
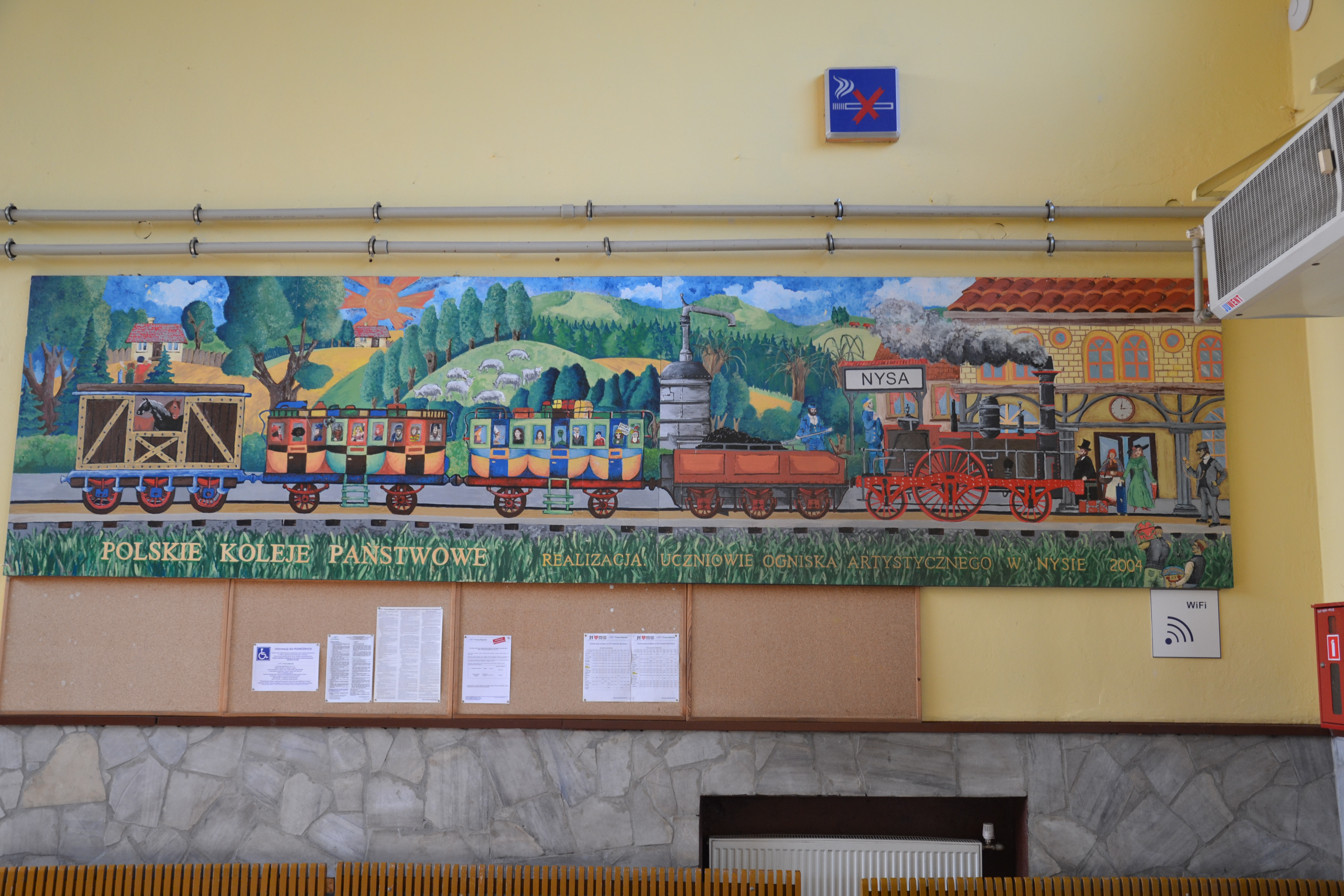
Obraz w poczekalni
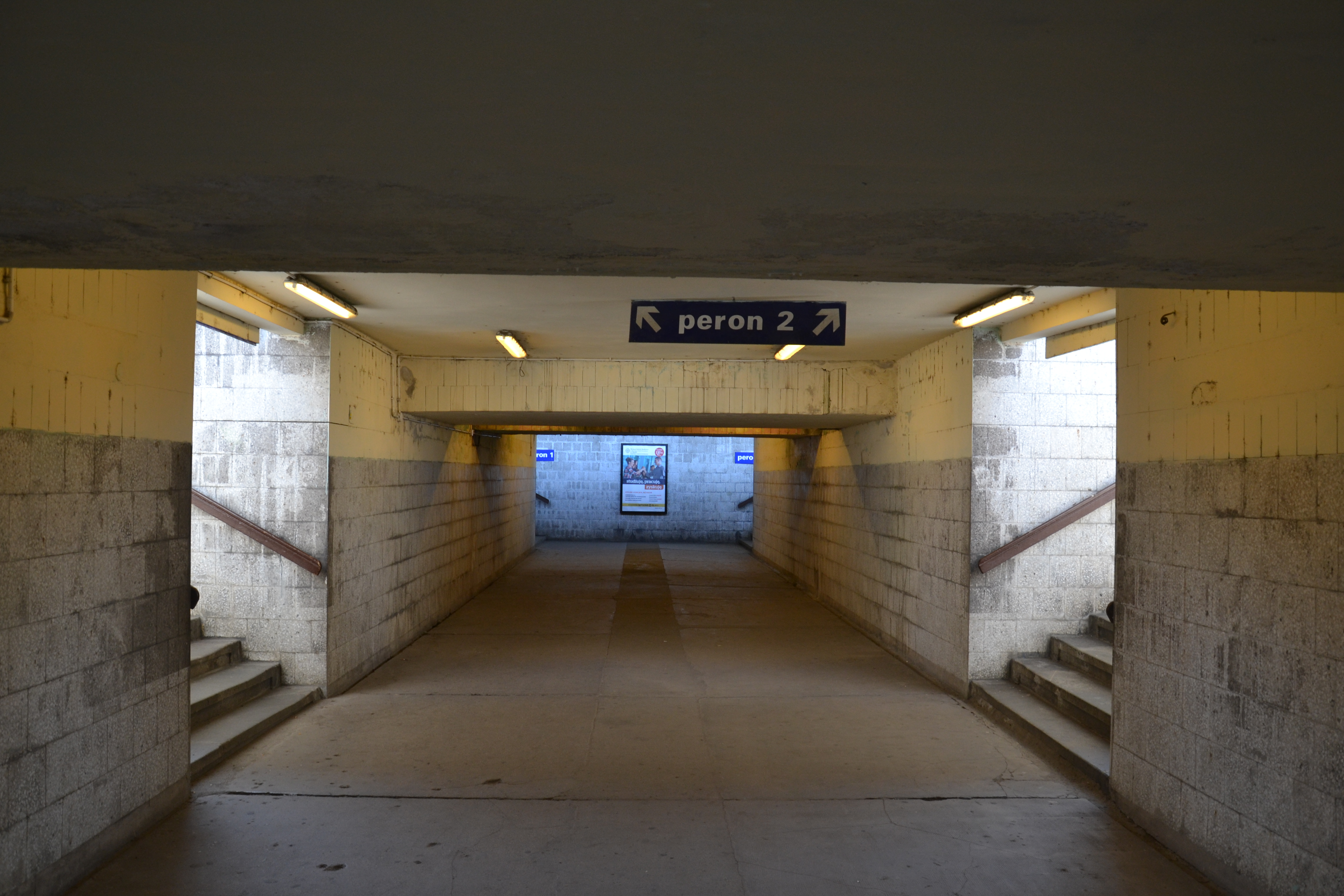
Przejście pod torami
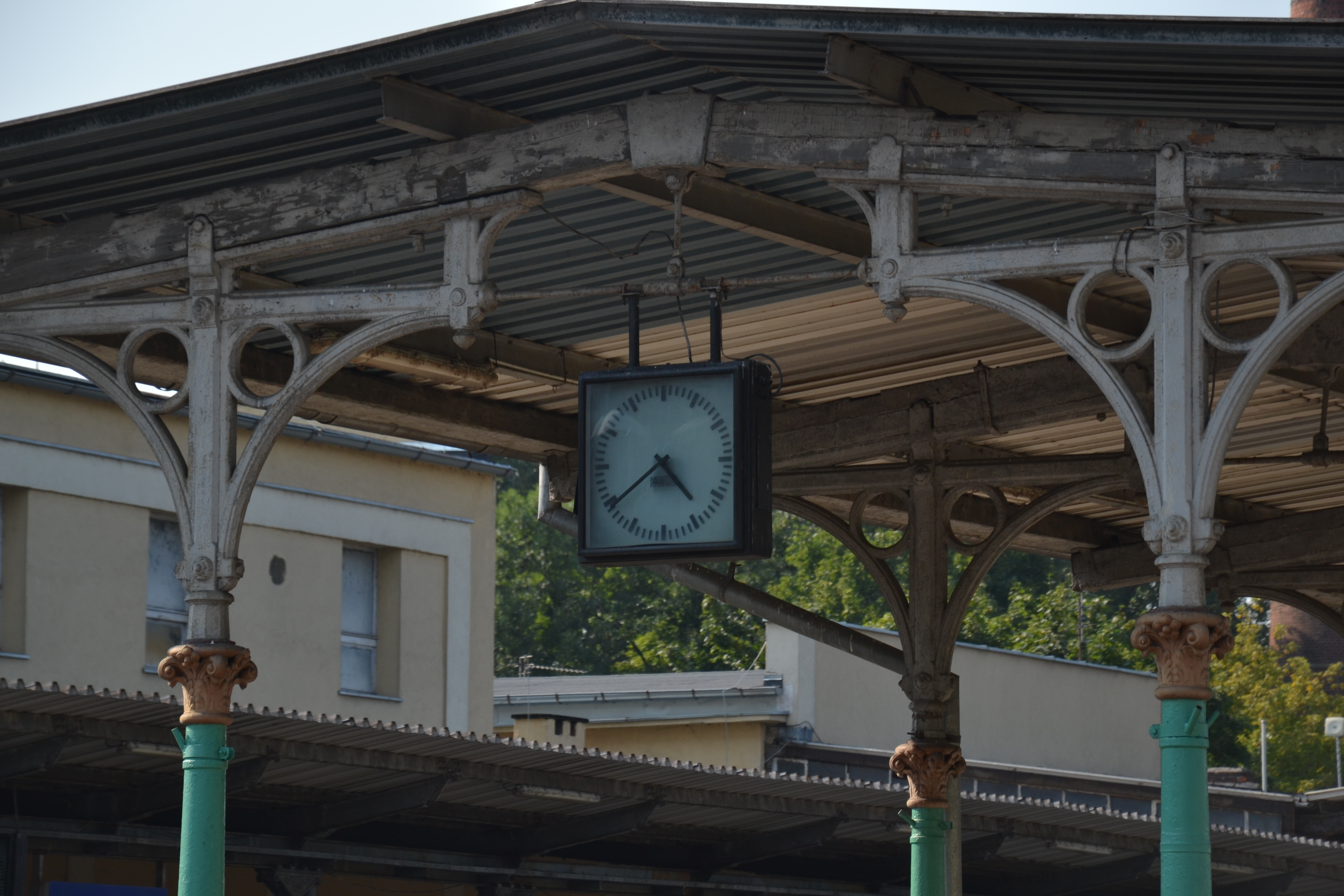
Wiata peronowa z zegarem
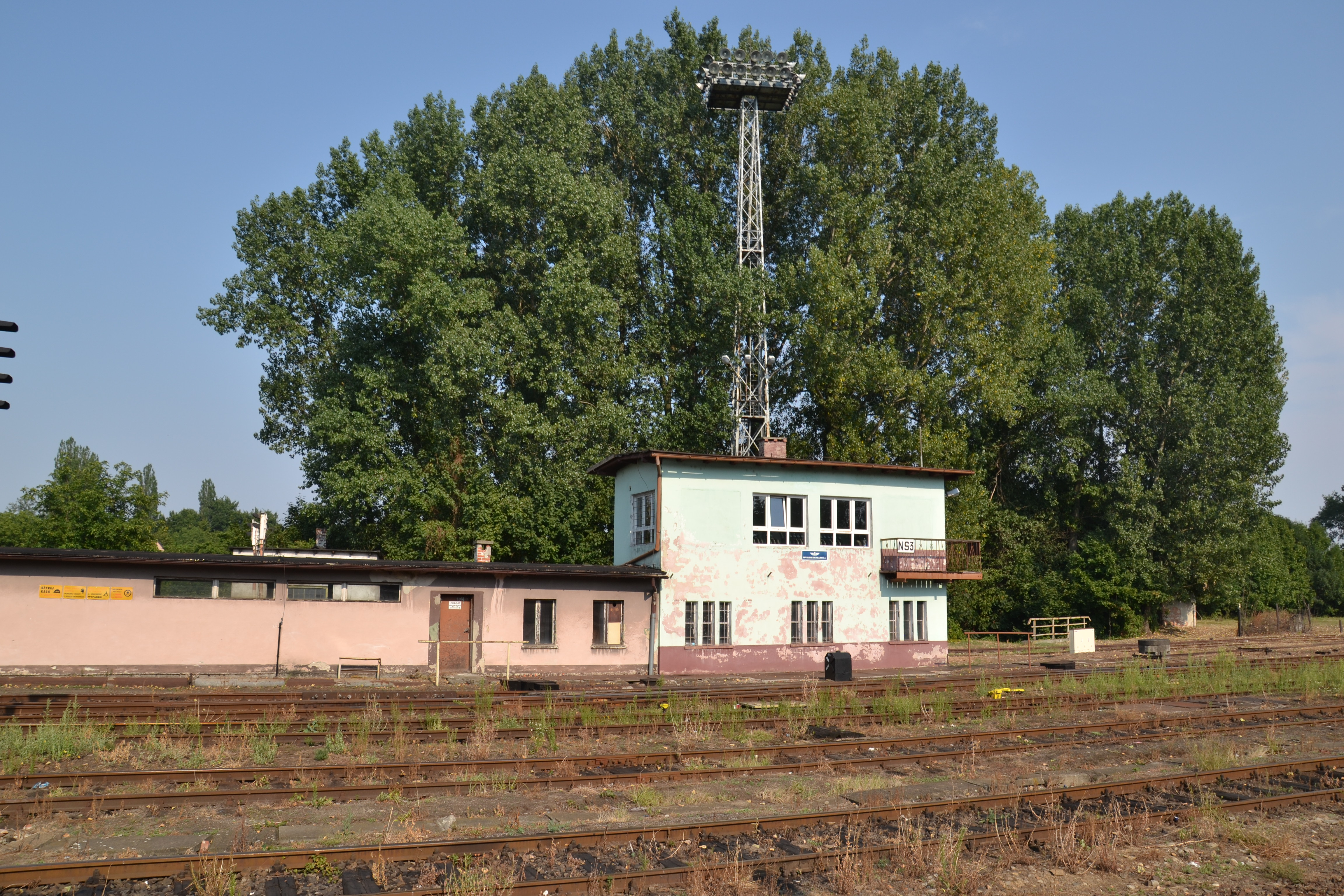
Nastawnia